# Felixer
Felixer es la marca de un dispositivo automatizado diseñado y fabricado en Australia, usado para el control de los gatos domésticos asilvestrados y, secundariamente, de los zorros europeos, dos especies de depredadores no autóctonos, considerados muy dañinos para la fauna silvestre. 
El aparato detecta el paso de un animal ante una cámara, e identifica a la especie diana mediante un sistema provisto de tecnología láser; si se trata de un gato o un zorro, dispara una carga de gel que contiene una dosis medida de un compuesto tóxico, el compuesto 1080  —fluoroacetato de sodio—, que impregna el pelo del animal. Seguidamente, el animal alcanzado ingiere el tóxico, debido a la conducta de acicalamiento de ambas especies, sobreviniendo su muerte. 

## Contexto
El gato doméstico está reconocido como una de las especies invasoras más dañinas a nivel mundial, especialmente los ejemplares cimarrones. Un único ejemplar puede matar a cerca de 800 vertebrados y más de 350 invertebrados cada año.
Los gatos causan un impacto negativo sustancial en la vida silvestre nativa a través de depredación, la competencia por el alimento y la transmisión de enfermedades. En el caso de Australia han contribuido a 27 de las 34 extinciones de mamíferos endémicos y continúan amenazando a 75 especies australianas más. Las estimaciones hechas en Australia por científicos de la conservación arrojan la cantidad de 697 millones de reptiles, 510 millones de aves y 1.400 millones de mamíferos muertos cada año por los gatos y zorros.
Los gatos asilvestrados también causan importantes pérdidas económicas en la ganadería ovina australiana a través de la transmisión de enfermedades, así como afectación a la salud humana, por la transmisión de zoonosis, especialmente la toxoplasmosis y la sarcocistosis.
La lucha contra los gatos y zorros es complicada debido a que son poco proclives a consumir cebos, especialmente si hay abundancia de presas vivas; la captura con trampas es poco eficaz y el abatimiento con armas de fuego, además de tener una eficacia limitada por el carácter huidizo de ambas especies, comporta riesgos en zonas con población humana. 
La eficacia de Felixer se basa en dos factores, por un lado la meticulosa conducta de acicalamiento de ambas especies,— especialmente de los gatos—, y por otro, la diferente respuesta a la toxicidad del compuesto 1080 entre la fauna autóctona y las especies introducidas: el fluoroacetato de sodio es un compuesto que se encuentra en varias especies vegetales australianas, por lo que la fauna autóctona muestra mayor resistencia a sus efectos tóxicos que la fauna introducida. Esta característica ha permitido el uso de la sustancia en la lucha contra ratas y conejos, —otras dos especies exóticas perjudiciales—, y evita el envenenamiento de los carroñeros que consumen los restos de los animales muertos. 

## Funcionamiento
Felixer utiliza sensores de telémetro laser para distinguir a los gatos y zorros objetivo de los animales silvestres y humanos. Si detectan un objetivo, un mecanismo dispara una dosis medida de gel con el tóxico 1080. Funciona con energía solar y tiene capacidad para 20 cartuchos sellados, y se reinicia automáticamente después del disparo.
Puede programarse para reproducir una variedad de señuelos de audio para atraer gatos y zorros. Una selección de configuraciones de software controla la sensibilidad y la probabilidad de disparar contra los objetivos.
Felixer puede funcionar en dos modalidades, una de prueba, que usa la cámara y el detector pero sin disparo de gel, —conservative mode— , y otra en condiciones de campo reales, que dispara el veneno —toxic mode—.
Además Felixer cuenta con una cámara que fotografía todos los animales detectados en ambos modos de funcionamiento, lo que permite otras funcionalidades útiles para investigación y gestión, como por ejemplo el recuento de ejemplares o la evaluación de su eficacia.
A pesar de la alta tasa de eficacia en la distinción de sus objetivos, cercana al 100%, algunos animales han activado el disparo en modo conservador: en un caso, los corderos 8 de entre 683 detecciones, un 1'2 %; y en otra ocasión, algunos especímenes corpulentos del autóctono quoll de cola manchada.
Las unidades más modernas integran tecnología LiDAR en el detector, lo que ha mejorado su capacidad de discriminar ambas especies del resto de animales que puedan pasar ante el aparato, evitando alcanzar ejemplares de la fauna silvestre endémica, ganado o mascotas.
Asimismo, cuentan con un sensor Bluetooth, que desconecta automáticamente el aparato si un animal objetivo dotado de un activador —por ejemplo, un gato doméstico no cimarrón— pasa cerca. Esto permite que los propietarios de gatos mantengan a salvo a sus mascotas, aunque hay cierto riesgo de que el animal pierda el activador, por lo que se recomienda que se les mantenga bajo control.